# Joseph Beerli
Joseph Beerli (* 22. Dezember 1901; † 4. September 1967 in Stans) war ein Schweizer Bobsportler und Olympiasieger.
Bei den Olympischen Winterspielen 1936 in Garmisch-Partenkirchen gewann er im Viererbob die Goldmedaille. Im Zweierbob gewann er mit Steuermann Fritz Feierabend die Silbermedaille. 
An den Bobweltmeisterschaften gewann Beerli eine Goldmedaille im Viererbob (1939), eine Silbermedaille im Viererbob (1935) und eine Bronzemedaille im Zweierbob (1938). 